# توغیل
توغیل (به قزاقی: Tugyl) یک منطقهٔ مسکونی در قزاقستان است که در شهرستان تارباغاتای واقع شده‌است. توغیل ۴٬۷۴۴ نفر جمعیت دارد.